# Ivančna Gorica
Ivančna Gorica je večje prehodno urbanizirano središčno naselje z 2.335 prebivalci in središče Občine Ivančna Gorica. Nahaja se v Dolenjskem podolju leži vzhodno od sotočja potoka Višnjica in Stiškega potoka ter severno od železnice Ljubljana–Novo mesto in avtoceste Ljubljana–Zagreb. Dolini se tu razširita v kotlinico, sredi katere se dviga nizka, s smrekovim gozdom porasla vzpetina Gorica. Naselje se je v zadnjem času razširilo ob stari cesti Ljubljana–Novo mesto in na južno pobočje Gorice. Sprva je bilo le majhen zaselek Stične in Mleščevega. V življenje so ga obudili razvoj prometa po letu 1945, postavitev lesnih in kovinskih tovarn ter zdravstvenega doma in dodelitev nekaterih upravnih funkcij, tako da danes skupaj s sosednjima naseljema Stična in Šentvid pri Stični tvori naselbinsko jedro občine.
Med Ivančno gorico in Stično je šolski center (Srednja šola (in gimnazija) Josipa Jurčiča Ivančna Gorica), ki nadaljuje tradicijo nekdanje Gimnazije Stična.
Tradicionalno pomembno podjetje v naselju je livarsko podjetje Livar, nekoliko mlajše, a prav tako uspešno podjetje pa je Akrapovič. V južnem delu naselja je bila na manjši vzpetini zgrajena nova župnijska cerkev sv. Jožefa. K naselju spada tudi predel Studenec.

## Izvor imena
Ime Ivančna Gorica naj bi nastalo, ko je plemkinja Virida imenovala pogozden grič ob poti v stiški samostan po svoji prijateljici, tako da se je naselje prvotno imenovalo »Pod Ivankino gorico«, nato pa je prevzelo imenovanje »Pod Ivančno«, nazadnje pa prevladalo zgolj ime Ivančna Gorica.